# Áton (cidade)
Áton, devidamente chamada de Deslumbrante Áton, embora inicialmente apelidada por arqueólogos de Ascensão de Áton, são os restos de uma antiga cidade egípcia na margem oeste do Nilo na Necrópole de Tebas perto de Luxor. Batizada em nome do deus egípcio do sol, Áton, a cidade parece ter permanecido relativamente intacta por mais de dois milênios. É provavelmente a maior cidade descoberta no Antigo Egito, com um notável grau de preservação, o que a levou a ser comparada com Pompeia.

## História
A fundação da cidade data do período de Amenófis III, cerca de 3 400 anos atrás (1386–1353 a.C.). Uma série de inscrições permitiram aos arqueólogos estabelecer datas precisas para a história da cidade. Uma refere-se a 1337 a.C., coincidindo com o reinado de Aquenáton, que se acredita ter mudado para sua nova capital em Aquetáton no ano seguinte. Vestígios descobertos até agora sugerem que Áton posteriormente caiu sob o domínio de Tutancâmon e, posteriormente, foi usada pelo penúltimo governante da XVIII Dinastia, Aí. No momento, quatro camadas de povoamentos foram atestadas, o último período dos quais corresponde à fase copta-bizantina entre os séculos III e VII d.C..

## Descoberta
Muitas missões de reconhecimento já tentaram localizar a cidade sem sucesso. As escavações no local, aproximadamente em uma área entre os templos funerários de Ramessés III e Amenófis III, foram conduzidas sob a direção do arqueólogo egípcio Zahi Hawass e começaram em setembro de 2020, descobrindo inicialmente os bairros ao sul da cidade. Hawass e sua equipe encontraram as ruínas de Áton enquanto procuravam o templo funerário de Tutancâmon. A descoberta revelou o que parece ser o maior centro administrativo e industrial da época.
A cidade faz parte do complexo do palácio de Amenófis (Malcata, também conhecido originalmente como "o deslumbrante Áton"), que está localizado ao norte da nova área. As descobertas iniciais foram anunciadas à imprensa em abril de 2021. A egiptóloga Betsy Bryan saudou-a como a descoberta arqueológica mais importante no Egito desde a escavação da tumba de Tutancâmon.

## Estrutura
Até o momento, vários bairros distintos, formados por paredes de tijolos de barro em zigue-zague, foram descobertos, incluindo um bairro de padeiros, repleto de artefatos do cotidiano e relacionado à vida artística e industrial da cidade. Três palácios distintos foram identificados. Em abril de 2021, os bairros ao norte e o cemitério da cidade foram localizados, mas ainda não foram escavados.

## Galeria
- Localização da cidade de Áton, escavada em 2020-2021, sobreposta no primeiro mapa moderno detalhado da área
- Mapa da necrópole de Tebas. Áton está localizado entre Medinet Habu (o templo funerário de Ramessés III) e o templo funerário de Amenófis III